# 1573
1573 је била проста година.

## Догађаји

### Јануар
- 19. јануар — Буна Матије Гупца на великим подручјима савремене Хрватске, Штајерске и Крањске дигнута је сељачка буна. Тражено је укидање владавине племства, укидање дажбина Католичкој цркви и организовање сељачке владе која би непосредно била одговорна цару. У сељачку владу били су изабрани Матија Губец, Иван Пасанац и Иван Могаић.

### Март
- 7. март — Потписивањем мира у Цариграду завршен Кипарски рат Османског царства и Млетачке републике, у којем су Турци преузели Кипар од Млетака.

### Јул
- 13. јул — Окончана је седмомесечна опсада Харлема у оквиру Осамдесетогодишњег рата.